# Colle di Tenda
Der Colle di Tenda (italienisch; deutsch Tenda-Pass, französisch Col de Tende) ist ein Übergang über die Alpen zwischen Italien und Frankreich. Er trennt die Seealpen von den Ligurischen Alpen. Die gleichnamige, unter Napoleon ausgebaute Passstraße verbindet den Großraum Turin mit Nizza über die Städte Cuneo im Piemont und Ventimiglia am Mittelmeer. Der Pass selbst gilt als der südlichste der großen Alpenpässe. Die Passhöhe in 1871 m Höhe liegt direkt auf der Grenze zwischen Frankreich und Italien.
Oberhalb der Tunnelnordeinfahrt ist die Nordrampe – in Italien(!) – mit ihren zwölf Kehren eher unauffällig. Die Südrampe (in Frankreich) hingegen zählt mit ihren teils dicht übereinanderliegenden 46 Kehren zu den spektakulärsten Passstraßen der Alpen. Sie ist nur zum Teil asphaltiert und derzeit gesperrt.
Von der Tendapasshöhe geht es Richtung Osten über den höheren Colle di Perla (2086 m) zur Ligurischen Grenzkammstraße, die sich dann nach Süden, vorbei am Monte Saccarello (2200 m), Richtung Ventimiglia am Grat entlang schlängelt.
Am Scheitel des Tendapasses Richtung Westen zweigt die Piste zur Baisse de Peyrefique in Frankreich ab.

## Tenda-Straßentunnel
Seit der Fertigstellung des 3.182 Meter langen Col-de-Tende-Straßentunnels im Jahre 1882 als dem ersten und bis zur Eröffnung des Tunnels unter dem Großen-Sankt-Bernhard-Pass längsten Straßentunnel unter einem Alpenpass wird die kehrenreiche Straße über die Passhöhe nur noch im Sommer genutzt.

## Tenda-Eisenbahntunnel
Parallel zum Straßentunnel wird der Colle di Tenda auch von einem Eisenbahntunnel unterquert. Dieses 8.099 m lange Bauwerk entstand im Jahre 1898 und ist Teil der Tendabahn, einer der spektakulärsten Eisenbahnstrecken in Europa. Zum Zeitpunkt der Eröffnung war er der viertlängste Tunnel der Welt.

## Sperrungen
Wegen Sicherheitsmängeln wurde die bestehende Tunnelröhre gesperrt. Die Umfahrung des Tunnels über den Pass mit teilweise nicht asphaltierter Straße wurde für zweispurige KFZ auf französischer Seite unterbunden, indem Felsen auf der Fahrbahn platziert wurden (und von einem vermeintlichen Felssturz gesprochen wird). Es ist eine zweite Tunnelröhre in Planung und im Bau.
Seit dem verheerenden Unwetter 2020 mit Sturzregen, der die Infrastruktur auf französischer Seite im Royatal stark in Mitleidenschaft gezogen hatte, hat sich der Bau der zweiten Tunnelröhre stark verzögert. Das Zugangsbauwerk am Südportal musste u. a. neu geplant werden. Nach Freigabe der neuen Röhre soll die alte ertüchtigt und auch wieder freigegeben werden. Siehe auch hier zur Sperrung des Straßentunnels.
Derzeit ist eine reguläre Querung des Ligurischen Alpenkamms von Frankreich nach Italien nur mit dem Zug möglich: Es werden Züge eingesetzt, die z. B. zwischen Tende und Limone Piemonte pendeln und so wenigstens für Fußgänger und Fahrradfahrer eine Passage sicherstellen.

## Festungen auf der Passhöhe und in der Umgebung
Auf der Passhöhe des Colle di Tenda befinden sich umfangreiche Festungen aus dem 19. Jahrhundert, die von Italienern erbaut wurden. Sie wurden nach dem Zweiten Weltkrieg nutzlos, als im Friedensvertrag zwischen Italien und Frankreich 1947 die Grenze hinter die Festungen verlegt wurde.
Die Namen der Festungen:
- Forte Centrale auf 1908 m direkt an der Passhöhe
- Fort de la Marguerie auf 1842 m
- Fort Tabourde auf 1982 m
- Fort Pernante auf 2117 m
- Fort de Giaure auf 2253 m
- Fort Pepin auf 2263 m

## Tourismus

### Fern-/Weitwanderwege
Am Col de Tende, also direkt an der Grenze, beginnt der französische Fernwanderweg GR 52A, der Sentier Panoramique du Mercantour. Über den Pass verlaufen zudem der rote Weg der Via Alpina und die Grande Traversata delle Alpi.

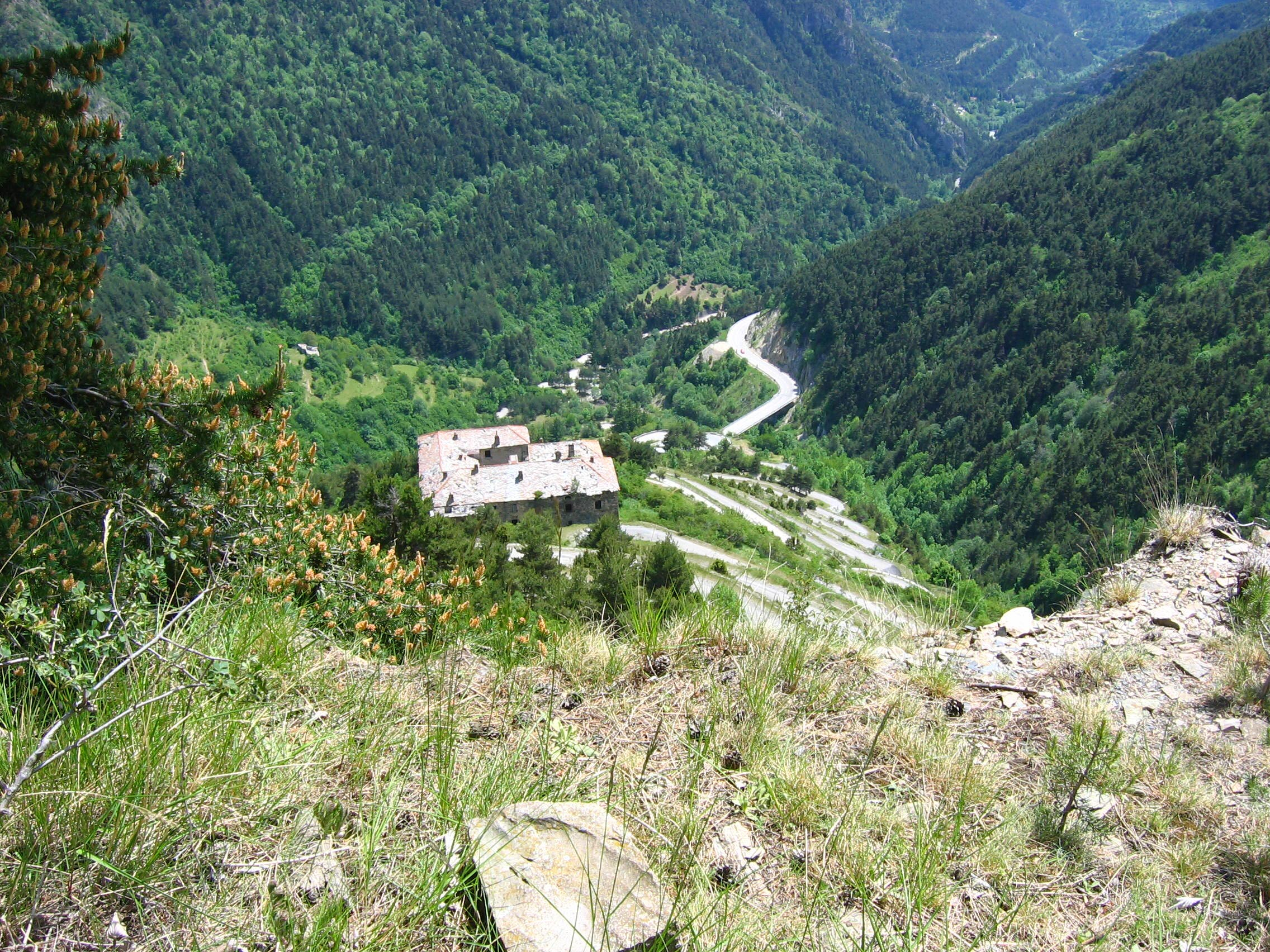
Serpentinenreihenfolge auf der Südrampe in Frankreich, im Hintergrund die Ausfahrt aus dem Straßentunnel
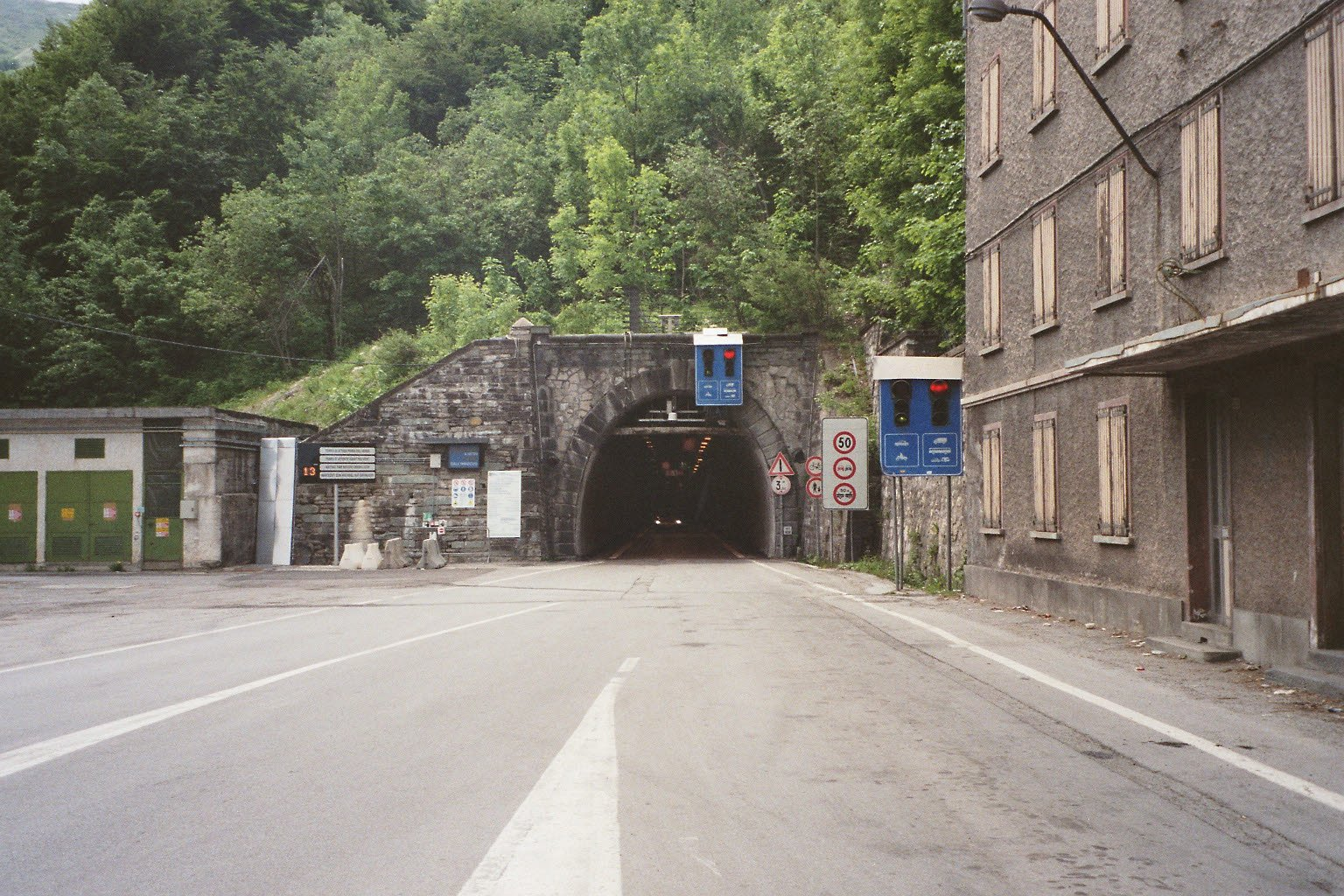
Portal des Tenda-Straßentunnels auf der italienischen Seite
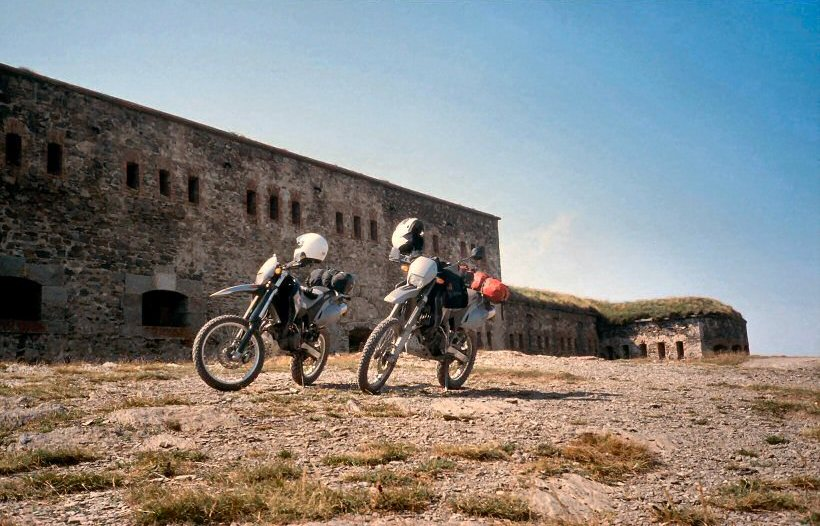
Fort Central (Nordseite)
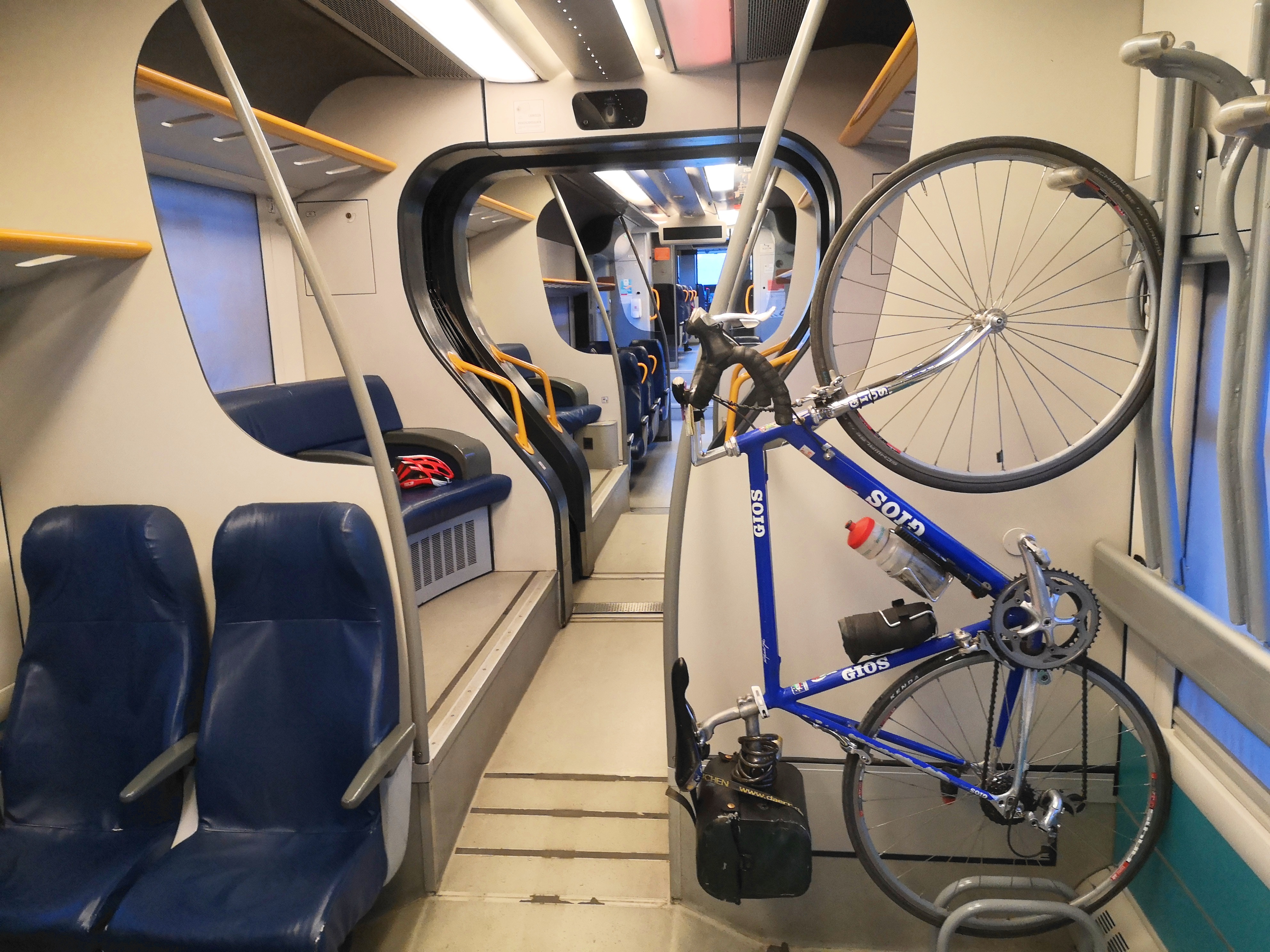
Fahrradmitnahme in der Tendabahn; während der Tunnelsperrung eine Möglichkeit zur Passunterquerung